# Bathysa bracteosa
Bathysa bracteosa là một loài thực vật có hoa trong họ Thiến thảo. Loài này được (Wedd.) Delprete mô tả khoa học đầu tiên năm 1997.